# Molophilus (Molophilus) thuckara
Molophilus (Molophilus) thuckara is een tweevleugelige uit de familie steltmuggen (Limoniidae). De soort komt voor in het Australaziatisch gebied.